# 다큐공감
《다큐공감》은 2013년 4월 9일부터 2019년 12월 1일까지 방송되었던 다큐멘터리 프로그램이었다.

## 기획 의도
사회와 이웃을 보는 시선을 가졌던 다큐멘터리 프로그램이었다.

## 방송 시간
| 방송 채널 | 방송 기간                         | 방송 시간                            |
| KBS 1TV   |                                   |                                      |
| --------- | --------------------------------- | ------------------------------------ |
| KBS 1TV   | 2013년 7월 2일 ~ 2014년 6월 24일  | 매주 화요일 밤 10시 50분 ~ 11시 30분 |
| KBS 1TV   | 2014년 7월 5일 ~ 2015년 12월 26일 | 매주 토요일 저녁 7시 10분 ~ 8시      |
| KBS 1TV   | 2017년 1월 7일 ~ 2017년 6월 24일  | 매주 토요일 저녁 7시 10분 ~ 8시      |
| KBS 1TV   | 2018년 1월 6일 ~ 2018년 12월 29일 | 매주 토요일 저녁 7시 10분 ~ 8시      |
| KBS 1TV   | 2016년 1월 2일 ~ 2016년 6월 26일  | 매주 토요일 저녁 7시 15분 ~ 8시 5분  |
| KBS 1TV   | 2016년 7월 4일 ~ 2016년 12월 26일 | 매주 일요일 밤 8시 5분 ~ 9시         |
| KBS 1TV   | 2016년 10월 1일                   | 토요일 저녁 7시 10분 ~ 8시 10분      |
| KBS 1TV   | 2017년 7월 8일 ~ 2017년 12월 30일 | 매주 토요일 밤 8시 5분 ~ 9시         |
| KBS 1TV   | 2019년 1월 6일 ~ 2019년 12월 1일  | 매주 일요일 밤 8시 10분 ~ 9시        |

## 타이틀 변천사
| 대수 | 타이틀    | 방송 기간                        |
| ---- | --------- | -------------------------------- |
| 1대  | 금요기획  | 2011년 1월 7일 ~ 2011년 5월 27일 |
| 2대  | 다큐 시대 | 2011년 6월 4일 ~ 2011년 11월 5일 |
| 3대  | 다큐 공감 | 2013년 4월 9일 ~ 2019년 12월 1일 |